# Guzmán Pedreira
Roberto Guzmán Pedreira Aljas-aissi  (Flores, 10 de julio de 1970) es un político uruguayo que integra el Movimiento de Participación Popular (MPP), Frente Amplio. Es diputado y también lo fue durante la legislatura comprendida entre el 15 de febrero de 2010 y el 15 de febrero de 2015, por el departamento de Flores. 

## Biografía
Nació el 10 de julio de 1970 y es el segundo de tres hermanos. Su padre es de ascendencia vasca y su madre, descendiente de sirio-libaneses, fue maestra hasta que fue destituida durante la dictadura cívico-militar (1973-1985). 
Cursó sus estudios primarios en la escuela N.º 2 José E. Rodó de Trinidad, y sus estudios secundarios en el liceo N.º 1 Carlos Brignoni de Trinidad, realizando bachillerato orientación biológico, opción medicina.
Culminados sus estudios secundarios, en 1989 ingresó a facultad de Odontología de la cual egresó en el año 1994 y donde realizó pregrado y postgrado. Desde 1996 trabaja en la policlínica Sánchez Echeverría y ayuda en otras policlínicas. 
Tiene cinco hijos: Avril, Candela, Tobías, Salvador y Ángela.

## Trayectoria política
En secundaria formó parte del gremio estudiantil y se identificó con posturas de izquierda. Participó de la fundación de la lista 1959, que competía con la lista 1 encabezada por Rodrigo Goñi Reyes.
En su juventud ya formaba parte de las filas del Frente Amplio como militante independiente. Ya entrados en los años '90 se vinculó al MPP (movimiento al cual representa actualmente en el Parlamento). Desde 2000 integró una dirección intermedia del Movimiento de Participación Popular.
También tuvo acción como cooperativista en COVAMF (afiliada a FUCVAM), cooperativa de viviendas. Fue integrante y militante en la Mesa Intersocial e Intersindical de Flores. Desde allí, en la crisis del 2002, organizaron ollas populares en barrios Ribot, Lavalleja y Primavera junto al grupo de Jóvenes de la Iglesia Metodista. 
Militó en el Centro de Estudiantes de Facultad de Odontología (CEO) en los años 1990.   
Trabajó en la Comisión de Defensa del Patrimonio y Reforma del Estado que logró derogar la Ley de Empresas Públicas durante la presidencia de Luis Alberto Lacalle del partido Nacional.
En las elecciones municipales de 2005 fue candidato a intendente por el Frente Amplio en Flores, obteniendo la lista 609 tres ediles (Pedreira incluido). Fue el candidato más votado del Frente Amplio en Flores en una elección municipal.
En las elecciones nacionales de octubre de 2009 fue candidato a diputado por el Frente Amplio, en la lista 6097732, acuerdo electoral que incluía al Frente LIber Seregni, MPP, CAP-L y Vertiente Artiguista, en donde obtuvo una banca en la Cámara de Representantes, cargo que desempeña en la actualidad. 
Paralelamente a la política, ha seguido su carrera profesional como odontólogo, en donde trabajó en el Programa de Salud Bucal escolar que desarrolló Presidencia de la República y que fue encabezado por la esposa de Tabaré Vázquez, María Auxiliadora Delgado. También colabora con varias instituciones barriales, principalmente en la policlínica Dr. Edison Camacho (de COVIF-Trinidad). 
Tiene formación de posgrado vinculada a cirugía dental (nivel I) y ha realizado varios cursos nacionales y extranjeros.